# Intel 80188
Intel 80188為Intel 80186的一個衍生版本，跟80186不同的是，它只有一半的外部資料匯流排（External Data Bus），由16位元減至8位元，以助減低成本。
80188有四個16位元通用暫存器，亦可作為八個8位元暫存器。另外，它有十六個16位元的暫存器，包括：堆疊指標（Stack Pointer）、索引暫存器（Index registers）以及狀態暫存器（Status word register）。
跟8086一樣，它同有四個16位元位址暫存器以容許替64千位元組以上的記憶體給予位址。當超越16位元極限（即64KB）時，一個新的數值就會加入。這個位址系統可容許1百萬位元組（1 MBytes）的位址記憶體，但在當時這個數字是比一台電腦所需的記憶體高出很多。
1. ↑  WikiChip